# Jarl Óttar de Vestfold
Jarl Óttar (m. 910) fue un vikingo de Vestfold, Noruega del siglo IX. En 1879, Joseph Arthur de Gobineau publicó su «Histoire d'Ottar jarl, pirate norvégien, conquérant du pays de Bray, en Normandie, et de sa descendance», un tratado histórico sobre un jarl llamado Óttar de Vestfold (fl. 880), presuntamente de la dinastía de los Ynglings y el primero que fundó un asentamiento en Pays de Bray (Francia). La genealogía de Óttar parte desde el reinado de Odín. Fue patriarca de una dinastía que devastó (como otros tantos en aquel tiempo) el Imperio carolingio desde las bases del Loira, los Vestfolding.
Óttar Jarl murió en la batalla de Wodansfield en 910 y le sucede su hijo Ragnvald (Renaud entre los normandos).